# Turruncún
 (mai 2013).
Si vous disposez d'ouvrages ou d'articles de référence ou si vous connaissez des sites web de qualité traitant du thème abordé ici, merci de compléter l'article en donnant les références utiles à sa vérifiabilité et en les liant à la section « Notes et références ».
Turruncún est un village totalement abandonné, situé dans la communauté autonome de La Rioja, en Espagne.

## Histoire
Pratiquement aucune information historique n'est parvenue jusqu'à nous. On sait juste que le village a été abandonné à partir des années 1940, pendant l'exode des jeunes vers les villes. Il n'est cependant mort qu'en 1991, date à laquelle la population a chuté à 0 habitant.
L'église de Santa María a été construite au XVe siècle. Au XVIe siècle, elle subit un agrandissement. Un nouvel agrandissement a lieu au XVIIIe siècle, lui donnant l'aspect qu'elle a de nos jours. Cette modification voit notamment la surélévation du clocher, et la construction d'une coupole en son sommet. De nos jours, celle-ci est partiellement effondrée. Plus tard, on installera une horloge sur la tour. (De nos jours disparue).
En 1943, on construit le fronton du village. Il s'agit d'un des seuls monuments encore debout dans le village de nos jours, aucune maison n'étant parvenue à rester debout. Il est cependant en mauvais état, le sol étant recouvert d'herbes et le mur commençant à s'effondrer.
En 1965, on construit le dernier bâtiment de Turruncún ; l'école. Elle sera inaugurée, mais jamais un cours n'y sera donné ; il n'y avait plus d'enfant.
En 1975, alors que le village n'est peuplé que de 38 habitants, à cause de sa faible population, il passe de commune indépendante à partie intégrante de la ville d'Arnedo. (Aldea en Castillan).
En 1991, avant d'être abandonné, on ne comptait que trois habitants dans le village ; un homme de 80 ans et un berger, qui gardait également son troupeau de moutons dans le village. On comptait également un jeune hippie, ayant essayé de lancer un repeuplement du village. Ce projet a échoué.

## Le site
- Le village est situé à 902 mètres d'altitude, près d'Arnedo.
- Il est malheureusement pillé depuis des années par des personnes sans aucun respect pour les sites historiques. L'église en a particulièrement souffert, étant totalement vandalisée ; elle est entièrement taguée (les tags étant des mots et dessins obscènes), le sol a été retourné, toutes les peintures, sculptures et retables ont depuis longtemps disparu. Le village est d'autant plus fragilisé par la météo très rude dans La Rioja, et par les vers à bois dévorant les poutres des édifices.
- Seuls le clocher, le fronton, et l'église du village tiennent encore debout, et encore, ils sont extrêmement fragiles, et commencent à s'effondrer. Tout le reste du village part en ruines. Une route très cabossée y mène néanmoins encore.